# Тернопільська загальноосвітня школа № 23
Тернопільська загальноосвітня школа І-ІІІ ступенів № 23 — середній освітній комунальний навчальний заклад Тернопільської міської ради в м. Тернополі Тернопільської області.
Школа №23 розташована біля парку Національного Відродження, в мікрорайоні №10, за влучною назвою мешканців Тернополя "Канада".

## Історія
Школа заснована в липні 1987 році.
Від вересня 2001 функціонує спецклас із вільної (тренер В. Красовський) та греко-римської (тренер А. Телебан) боротьби; його відвідують 22 спортсмени.

## Сучасність
У 41 класах школи навчається 1103 учнів.
У школі діє українофілологічний профіль навчання, викладають англійську та польську мови.

## Педагогічний колектив
Адміністрація школи:
- Козбур Руслана Андріївна  — директор школи;
- Харковська Світлана Мирославівна  — заступник директора з виховної роботи;
- Вовна Андрій Андрійович  — заступник директора з навчально-виховної роботи;
- Шандрук Тетяна Анатоліївна  — заступник директора з навчально-виховної роботи, завуч старшої школи;
- Гімла Катерина Олексіївна  — заступник директора з навчально-виховної роботи, завуч початкової школи.

## Пам'ятні таблиці
На фасаді школи встановлені таблиці колишнім учням школи, військовикам Дмитрові Лабуткіну і Назарієві Сикліцкому.

## Відомі випускники
- Дмитро Лабуткін (1986—2015) — український військовий журналіст, капітан-лейтенант, заступник редактора Телерадіокомпанії Міноборони України «Бриз», учасник російсько-української війни 2014—2017.
- Назарій Сикліцкий (1984—2015) — український військовик 6-го окремого мотопіхотного батальйону 128-ї гірсько-піхотної бригади, учасник російсько-української війни 2014—2017.